# 大坂夏の陣図屏風

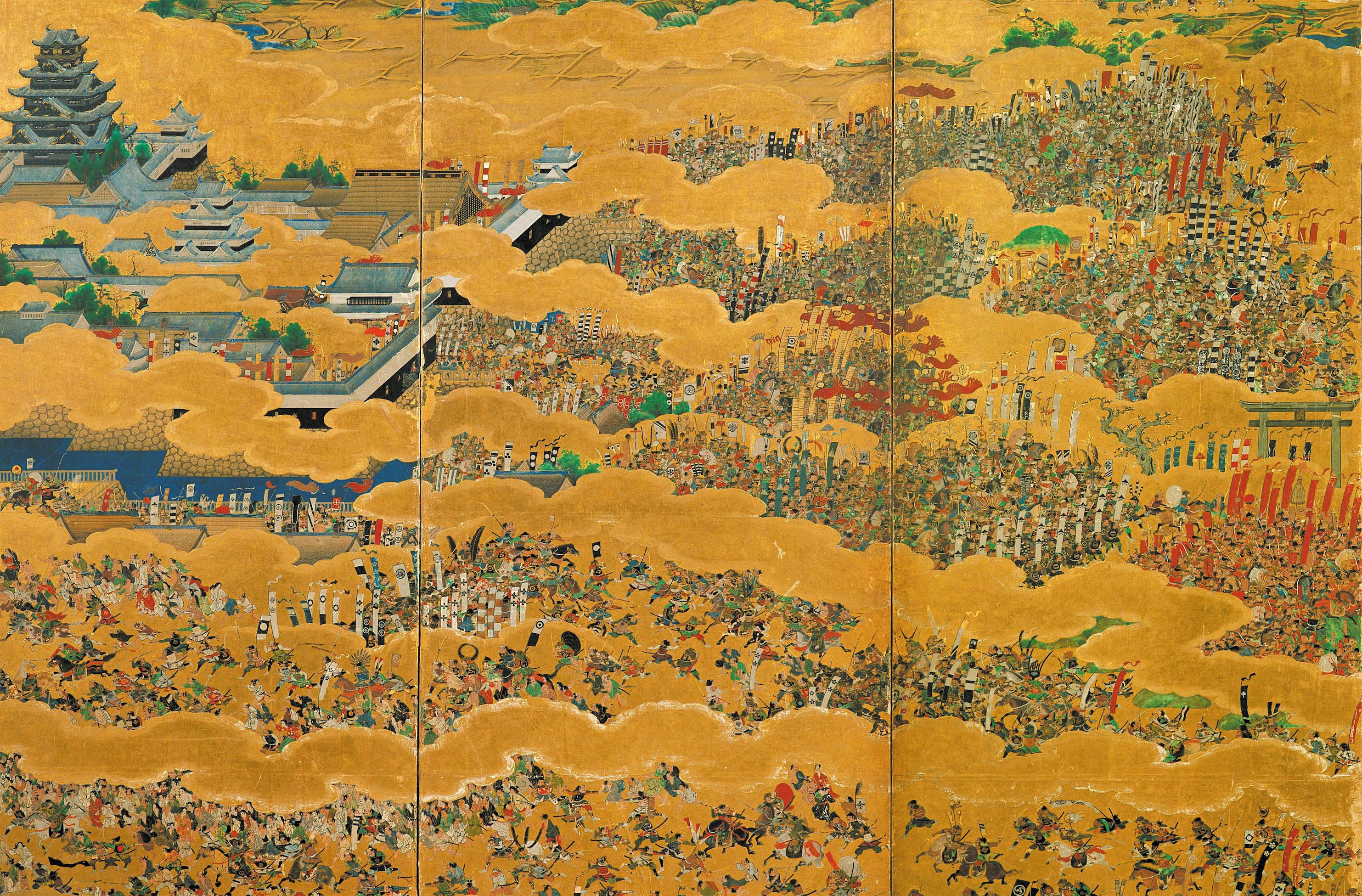
大坂夏の陣図屏風 右隻部分

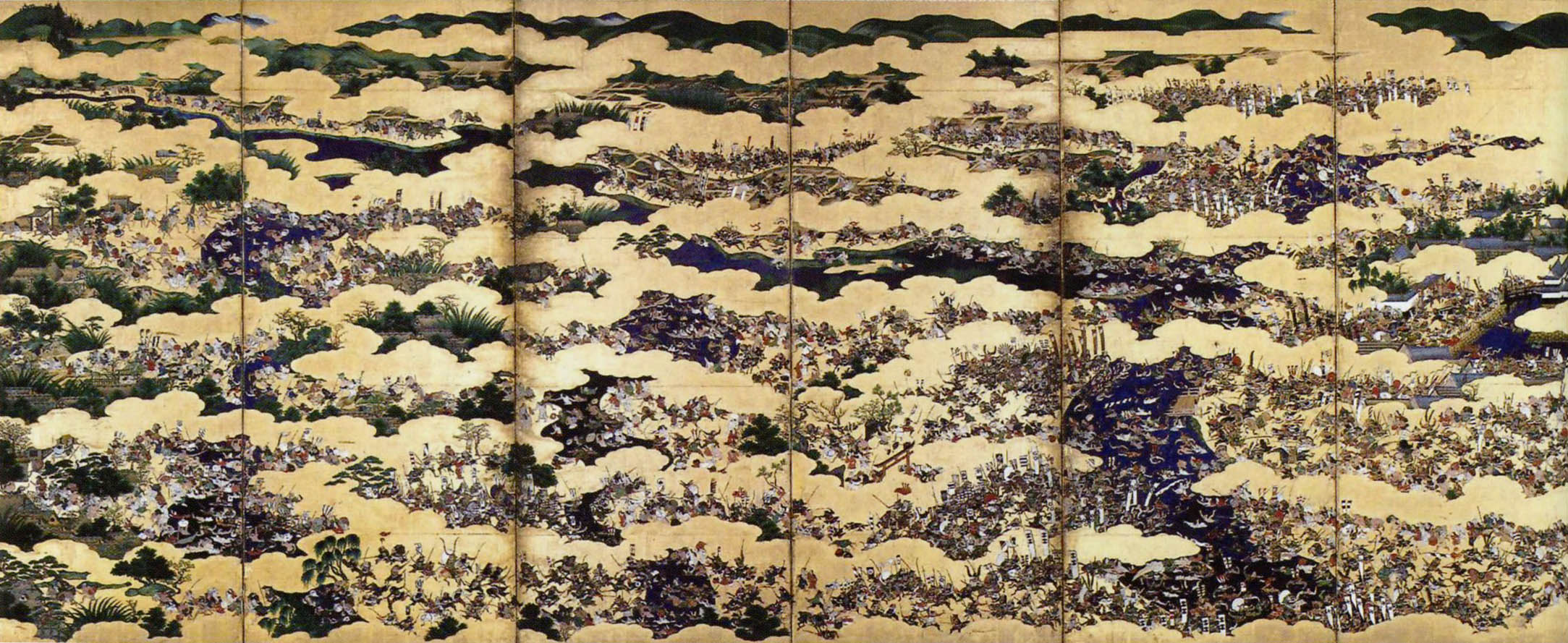
大坂夏の陣図屏風 左隻（画像の出所が異なるため、右隻と色調が異なっている。）

大坂夏の陣図屏風（おおさかなつのじんずびょうぶ）は、慶長20年（1615年）に起きた大坂夏の陣の様子を描いた紙本金地著色・六曲一双の屏風絵。大阪城天守閣所蔵、重要文化財。筑前福岡藩黒田家伝来で、「黒田屏風」、「黒田本」とも呼ばれる。戦国時代最後の戦いの激烈さと戦災の悲惨さを迫真の描写で描き出し、数ある日本の合戦図屏風の中でも白眉と呼ばれる。

## 概要
各隻150.3x360.7cmの大画面に、人物5071人、馬348頭、幟1387本、槍974本、弓119張、鉄砲158挺 などが精緻に描き込まれている。右隻には1615年6月3日（慶長20年5月7日）大坂夏の陣最後の戦いの様子が、左隻には大坂落城間際、または後の大混乱する様を迫真的に描き出している。全体的な構図は大坂城を中心に、向かって右が南、左が北で、右から左へ合戦の推移が時系列順に自然に展開するよう工夫されている。本作品の大きな特徴は左隻全面に、逃げようとする敗残兵や避難民と、略奪・誘拐・首狩りしようとする徳川方の兵士や野盗が描かれていることである。いわゆる乱妨取りで、このような生々しい描写は他の合戦図屏風には見られず、「戦国のゲルニカ」とも評される。舞台となる大坂城は画面中央、右隻5扇目から左隻1扇目に置かれ、史料の少ない豊臣氏時代の姿を窺い知る貴重な絵画資料と言える。

## 制作時期と筆者
制作時期は、生々しい描写から陣後まもなくだと推測される。福岡藩の故実によれば合戦に参加した黒田長政が、この戦いを記録するために筆頭家老の黒田一成、または家臣の竹森貞幸 に命じて作成したものとされる。ただ、長政は右隻第2扇目中央やや上に、あまり目立たない形で描かれている。異説として右隻第3扇目上部にこの戦いで討ち死にを遂げた本多忠朝が奮戦する様子を描いていることから本多家で作られそれが婚礼の輿入れ調度の一つとして黒田家にもたらされたとする説もある（黒田吉之に本多家の姫が輿入しているが、光之が編纂させた黒田家の故実成立と時期が重なっているためにこの説の信憑性は薄い）。
描いたのは「八郎兵衛」なる絵師が一人で描いたとする説や、土佐派を学んだ「久左衛門」、両者を折衷する説、右隻と左隻で保存状態が異なり（左隻のほうが状態が良い）、描写の微妙な差異が指摘されることから、左隻はやや後に別の絵師によって作られたとする説や、同一工房内で複数の絵師が手掛けたとする説がある。左隻には岩佐又兵衛風が認められ、又兵衛が制作に関わった可能性が指摘されている。制作を命じられた黒田一成は、元々荒木村重の家臣の息子で、岩佐又兵衛が村重の子（あるいは孫）という繋がりを考えると、又兵衛が制作に関わった可能性はある。いずれにしても江戸時代前期から20世紀半ばまでは黒田家の所蔵品だったが、1958年（昭和33年）黒田長礼が本屏風を大阪市に売却し、同市の所有（大阪城天守閣保管）となった。

「大坂夏の陣図屏風」右隻全図

（上図の説明）城の南、天王寺・岡山方面から攻める徳川主力と、これを迎え撃つ豊臣方が、今まさに総力をあげて激突する場面。画面ほぼ中央、四天王寺の石鳥居の右手を上下に結ぶ線が両軍の最前線である。鳥居の下、茶臼山にいる赤備えの部隊が真田信繁隊で、これを前日家康から叱責を受けて雪辱に燃える松平忠直隊が迎え撃つ。そのすぐ上では、先陣に踊りでた本多忠朝が先駆けした毛利勝永隊の一部と交戦し、更にその上の井伊直孝隊も毛利勢と槍を戦わせる。またその上では岡山口の攻防に移り、大野治房隊と前田利常隊が銃撃戦をしている。
総大将の徳川家康は第1扇目中央、徳川秀忠は同じく第1扇目上に、両者とも金扇の馬印と共に描かれている。一方第5扇目中央右、金瓢箪など豊臣家の馬印が並ぶ豊臣秀頼本陣に秀頼の姿は無い。大坂城大天守の右には千畳敷御殿が描かれ、その間にある謎の四層櫓は、家康がかつて作り関ヶ原の戦いがおこる原因の一つとなった西の丸天守を敢えて描き込んだと考えられる。大天守第3・4層の窓には、豊臣家の最期を悲しむ女達がおり、城の下には北へ避難しようとする群衆の姿が見られ、左隻の恐慌状態へと続く。

## 大坂の陣を描いた屏風一覧
| 作品名                       | 技法         | 形状・員数 | 所有者                 | 年代                          | 備考 |
| ---------------------------- | ------------ | ---------- | ---------------------- | ----------------------------- | --- |
| 大阪冬の陣図屏風             | 紙本淡彩     | 六曲一双   | 東京国立博物館         | 江戸後期から幕末              | 木挽町狩野家に伝来した模写。原本は狩野興以の工房で作られた「大坂攻之図屏風」の下絵、または完成品の模写だと推測されるが、完成品は所在不明。もともと10扇分しかなく、付属の覚書を分解して両端の扇に貼り付け六曲一双としている。これを元に完成品を想定したデジタル彩色による復元が行われた。 |
| 大阪冬の陣図屏風             |              | 六曲一双   | 大阪城天守閣           | 1986-90年（昭和61年-平成2年） | 上記の作品を大阪城研究家の武内勇吉が5年の歳月をかけ肉筆模写した作。 |
| 大阪冬の陣図屏風             |              | 2巻        | 京都市立芸術大学資料館 | 江戸中期                      | 粉本 |
| 大阪夏の陣図屏風             | 紙本金地著色 | 六曲一双   | 大阪城天守閣           | 江戸前期                      | 本項目で記述 |
| 大阪夏の陣図・屋島合戦図屏風 | 紙本金地著色 | 六曲一双   | 出光美術館             | 江戸中期                      | 長谷川等意（江戸中期の長谷川派絵師という以外詳細不明）筆 |
| 大阪夏の陣図屏風             |              | 六曲一隻   | 彦根城博物館           | 江戸後期                      | 5月6日に起きた若江合戦における井伊直孝隊の奮戦の様子を描く。絵師のものと見られる「清成」という落款があるが、詳細不明。 |
| 大坂之陣図屏風               | 紙本著色     | 六曲一隻   | 石川県立歴史博物館     | 江戸時代                      | 下記の「大坂夏の陣図屏風」左隻の図様に酷似。 |
| 大坂夏の陣図屏風             |              | 六曲一双   | 所在不明               | 江戸後期か                    | 大阪城天守閣（大阪市経済局）編集『大阪築城四〇〇年記念 大阪城四〇〇年の歴史展』（大阪城天守閣特別事業委員会編集、1983年10月1日、pp. 42–43）に掲載。独自の図様。 |